# Josep Romeu i Bisbe
Josep Romeu i Bisbe (Vic, 1952-Taradell, 11 de novembre de 2013) fou un mestre, escriptor, activista cultural i polític, mogut per l'independentisme. Va ser, entre d'altres, de primer antuvi impulsor de l'Observatori de la Llengua Catalana i del 2004 al 2007 el seu coordinador. També va ser director gerent de la Fundació Drets Col·lectius dels Pobles i del Centre Internacional Escarré per a les Minories Ètniques i Nacionals (Ciemen).
Com a periodista va col·laborar amb la Televisió d'Osona, la revista Vilatorta, la revista Acció, d'Acció Catalana, els diaris El Correo Catalán i Mundo Diario, el setmanari El 9 Nou i el mensual Ciutat Nord.
També destaca la seva implicació política. A l'època de la dictadura va ser militant de la resistència antifeixista clandestina, a la Comissió de Solidaritat, l'Assemblea de Catalunya i el Partit Socialista d'Alliberament Nacional (PSAN). Des de la transició va militar a les Nacionalistes d'Esquerra, pels quals va ser regidor a Vic entre 1983 i 1987, any quan va passar a Esquerra Republicana de Catalunya (ERC).
Va morir l'11 de novembre de 2013 a Taradell. La vetlla encara va escriure una nota al seu bloc: «Una Església que no és d'aquest món», on publica igualment un diccionari nominal de la corrupció, al qual surten guanyadors al resultat provisional, quasi ex aequo el PP amb 385 punts i el PSOE amb 312 punts i conclou: «Però, compte, perquè el PP guanya per golejada en quantitat, però guanya molt més en qualitat.»

## Obres
No ficció
- Geografia d'Osona (1986)
- Geografia dels Països Catalans (1978), Premi Baldiri Reixach 1978
- Història de Sant Julià de Vilatorta (1992)
- L'Assemblea de Catalunya, vint anys (1994)
- El Nadal, del mite a la tradició (2007), Premi de Cultura Popular Joan Amades[6]

Narrativa
- Temps de pluja (2005), Premi de Novel·la Valldaura-Memorial Pere Calders[7]
- Olga (2007)
- L'herència del senyor Charles (2011).[8]